# Valsalobre (Guadalajara)
Valsalobre es una localidad española perteneciente al municipio de Corduente, en la provincia de Guadalajara. En 2017 contaba con 5 habitantes.

## Historia
La localidad pertenece al término municipal guadalajareño de Corduente, en la comunidad autónoma de Castilla-La Mancha. La localidad contaba hacia 1849 con 47 habitantes. En 2017 contaba con 5 habitantes. Aparece descrita en el decimoquinto volumen del Diccionario geográfico-estadístico-histórico de España y sus posesiones de Ultramar de Pascual Madoz de la siguiente manera:

VALSALOBRE: l. con ayunt. que lo forma con Teroleja, Terraza y Ventosa en la prov. de Guadalajara (25 leg.), part. jud. de Molina (3/4), aud. terr. de Madrid (32), dióc. de Sigüenza (12). sit. al pie de un cerro con buena ventilacion y clima sano .  tiene 30 casas; la consistorial, escuela de instruccion primaria, sin mas dotacion que las retribuciones de los discipulos ; una igl. parr. (La Purificacion de Ntra. Sra.) matriz de la de Castellote, servida por un cura y un sacristan: confina el térm. con los de Terraza, Castilnuevo y Cañamares; dentro de él se encuentra el cas. de Casares:  el terreno bañado por el r. Gallo, es de mediana calidad, á causa de abundar el yeso; hay un monte chaparral : caminos: los locales y el de Molina á Cuenca. correo: se recibe y despacha en Molina. prod. legumbres, cereales, patatas, leña de combustible y buenos pastos, con los que se mantiene ganado lanar, cabrío, vacuno y mular; hay  caza mayor y en abundancia menor, principalmente las perdices; en el Gallo se crían truchas, barbos, anguilas y cangrejos. ind.: la agricola y la arrieria. comercio: esportacion del sobrante de frutos, ganado y lana, é importacion de los artículos que faltan. pobl.: 45 vec., 64 alm. cap. prod.: 462,600 rs. imp.: 23,100, contr.: 1,478.
(Madoz, 1849, p. 493)